# Marty McFly

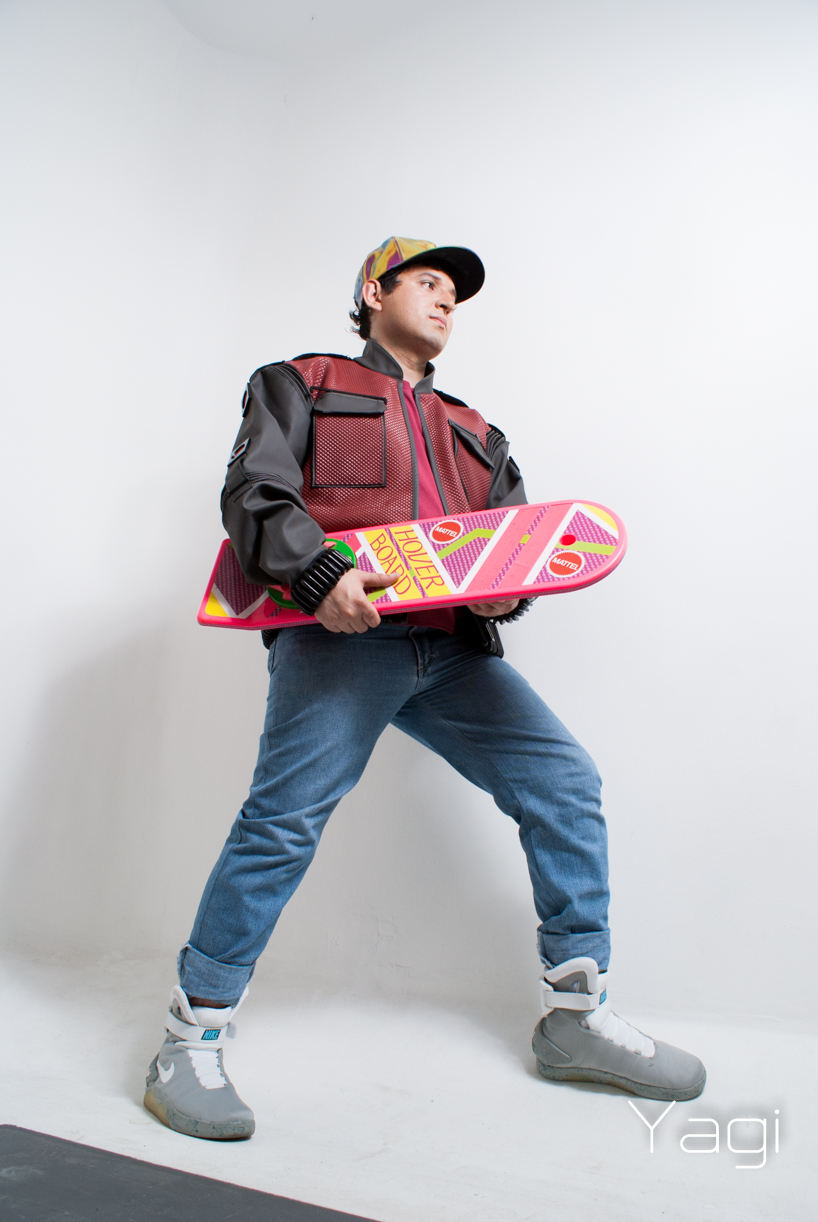
Marty McFly (cosplay)

Martin Seamus „Marty” McFly – fikcyjny bohater z filmowej trylogii Powrót do przyszłości. Jest też główną postacią filmu, w którą wcielił się aktor Michael J. Fox.

## Informacje o postaci
Marty urodził się w 1968 r. w Hill Valley w Kalifornii. O jego życiu, sprzed pierwszego filmu niewiele wiadomo. Tylko to, że w wieku ośmiu lat przypadkowo podpalił dywan swoich rodziców.
Kiedy w 1985 r. zaczyna się akcja pierwszej części filmu, Marty jest gitarzystą w zespole The Pinheads. W przyszłości ma nadzieję zostać znanym muzykiem. Bardzo lubi słuchać takich wykonawców jak: Huey Lewis and the News, Tom Petty and the Heartbreakers i Eddie Van Halen. Oprócz zdolności muzycznych, potrafi całkiem nieźle jeździć na deskorolce i strzelać z pistoletu na automatach do gry.
Chociaż często ma krytyczne mniemanie o swoich umiejętnościach i zdarzają mu się wypadki przy pracy, to w niebezpiecznych sytuacjach potrafi wykazać się odwagą i pomysłowością. Słabą cechą charakteru jest jego duma, przez którą niejednokrotnie podejmuje niepotrzebne ryzyko, by pokazać innym, że nie jest tchórzem. Kiedy ktoś go tak nazywa traci nad sobą kontrolę.

## Rodzina
Marty jest najmłodszym z trójki dzieci George’a i Lorraine McFly. Ma brata Dave’a i siostrę Lindę. Rodzina wyraźnie go irytuje bądź krępuje, gdyż nie spędza zbyt wiele czasu w domu. Zamiast tego woli przebywać ze swoją dziewczyną Jennifer Parker, chłopakami z zespołu albo najlepszym przyjacielem Emmettem Brownem, ekscentrycznym naukowcem, którego on i Jennifer nazywają „Doc” (doktor).
Nie wiadomo dokładnie w jakich okolicznościach Marty i Doc się poznali. We wstępnym szkicu scenariusza do pierwszego filmu, Doc w 1983 r. miał przyjść pewnego dnia do garażu Marty’ego i zaoferować mu pięćdziesiąt dolarów, piwo i kolekcję swoich nagrań za posprzątanie garażu. Takiej wersji nie uznaje jednak większość fanów. Scenarzyści rozważali rozwinięcie wątku ich znajomości, ale uznali, że widzów bardziej ciekawią ekscentryczne albo tajemnicze postacie.
W drugiej części filmu okazuje się, że do 2015 r. Marty poślubi swoją dziewczynę Jennifer, z którą będzie miał dwójkę dzieci, Marty’ego Juniora i Marlene.

## Powrót do przyszłości
W pierwszej części Marty wraz z doktorem Brownem przeprowadza eksperyment z wehikułem czasu. Wszystko idzie dobrze do momentu pojawienia się libijskich terrorystów, którzy zabijają doktora. Marty uciekając przed nimi wsiada w wehikuł i przenosi się do 1955 r. Tam poznaje swoich rodziców z czasów szkolnych, a przy okazji przypadkowo zmienia bieg ich historii. By ją naprawić i wrócić do 1985 r. postanawia odnaleźć doktora Browna i namówić go do pomocy.
W części drugiej doktor Brown przenosi Marty'ego i jego dziewczynę do roku 2015, gdzie muszą zapobiec tragedii rodzinnej, która ma dotknąć ich dzieci. Biff kradnie maszynę czasu i przekazuje sobie samemu z 1955 wyniki rozgrywek sportowych, przez co staje się milionerem. Gdy Marty i doktor wracają do roku 1985, zastają Hill Valley przekształcone w gniazdo hazardu i walk gangów ulicznych. Aby naprawić linię czasu, Marty i doktor wracają do roku 1955, by odebrać Biffowi almanach z wynikami. Gdy już go zdobywają i mają wracać do swoich czasów, w wehikuł kierowany przez doktora uderza piorun i przenosi go do roku 1885. W chwilę po jego zniknięciu Marty otrzymuje od niego list, wyjaśniający co się z nim stało i instrukcję jak naprawić ukryty na odludziu wehikuł.
W ostatniej części, Marty dowiaduje się, że w 1885 r. doktor zostanie zastrzelony przez Buforda Tannena. Postanawia odmienić bieg wydarzeń i z pomocą doktora Browna z 1955 r. przenosi się w przeszłość. Doktor na wieść o grożącej mu śmierci, decyduje się wrócić z Martym do roku 1985 i ostatecznie zniszczyć wehikuł. Podróż w czasie wymaga jednak rozpędzenia samochodu do odpowiedniej prędkości, co nie jest łatwe w realiach Dzikiego Zachodu, na dodatek nieoczekiwanie doktor się zakochuje, a na życie Marty’ego czyha Buford.
Serial animowany przedstawia dalsze losy głównych bohaterów po zakończeniu filmowej trylogii. Okazuje się w nim, że Marty i Jennifer po skończeniu szkoły średniej studiują w Hill Valley College. Marty często spędza czas odwiedzając dom doktora i jego rodziny. Razem z nimi i Jennifer podróżuje w czasie, gdzie przeżywa wiele przygód. Jednocześnie dowiaduje się też wielu ciekawych rzeczy o swoich przodkach i o przyszłości.
Serial pokazuje też, że Marty nie do końca uporał się ze swoim problemem i czasem nadal daje się sprowokować, gdy ktoś nazwie go tchórzem. Tak było na przykład w odcinku pt. Roman Holiday, gdzie Antanneny Bifficus drwił z Marty’ego, nazywając go po łacinie tchórzem.